# Somali-Elefantenspitzmaus
Die Somali-Elefantenspitzmaus (Galegeeska revoili, teilweise auch Elephantulus revoili), auch Somali-Rüsselspringer oder Somalia-Elefantenspitzmaus, ist eine Art aus der Gattung Galegeeska innerhalb der Ordnung der Rüsselspringer (Macroscelidea). Sie kommt nur in einem begrenzten Verbreitungsgebiet im nördlichen und möglicherweise auch im östlichen Somalia sowie in Dschibuti vor. Ihr äußeres Erscheinungsbild ähnelt dem der Vertreter der Elefantenspitzmäuse und wird durch eine verlängerte, rüsselsartige Nase sowie lange Hinter- und kurze Vorderbeine charakterisiert. Über die Lebensweise der 1881 wissenschaftlich beschriebenen Somali-Elefantenspitzmaus ist kaum etwas bekannt. Informationen zur Art stammen weitgehend von Museumsexemplaren, von denen die letzten bekannten Exemplare 1973 gesammelt wurde. Fast ein halbes Jahrhundert später, im Jahr 2019, konnten erstmals lebende Individuen beobachtet werden. Zum Bestand der Art und dessen mögliche Bedrohung liegen derzeit keine Daten vor.

## Beschreibung

### Habitus
Die Somali-Elefantenspitzmaus ist im Vergleich zu den Vertretern der Elefantenspitzmäuse (Elephantulus) relativ groß. Sie wird durchschnittlich etwas größer als die ihr stark ähnelnde Rotbraune Elefantenspitzmaus (Galegeeska rufescens). Die Gesamtlänge beträgt 25,0 bis 29,4 cm, davon entfallen auf die Kopf-Rumpf-Länge 12,0 bis 14,8 cm und auf die Schwanzlänge 12,1 bis 16,7 cm. Damit ist der Schwanz länger als der restliche Körper (120 %). Das Körpergewicht variiert von 41 bis 59 g. Im Körperbau ähnelt die Somali-Elefantenspitzmaus den Vertretern der Elefantenspitzmäuse und besitzt wie diese einen charakteristisch großen Kopf mit rüsselartig verlängerter Nase und kurze Vorder- sowie lange Hinterbeine. Das Rückenfell ist weich, die Haare sind an der Basis schwarz bis grau, an der Spitze aber braun bis rotbraun gefärbten. Vereinzelt finden sich im Fell längere, schwarzspitzige Haare. Dadurch erscheint das Rückenfell fahl braungrau bis rotbraun. Jungtiere dagegen zeigen eine hellere Fellfärbung, die stärker gelblich und weniger grau getönt ist. An den Körperseiten hellt die Fellfärbung etwas auf, der Bauch besitzt generell eine weißliche Tönung, die Haare hier unterscheiden sich vom Rückenfell durch ihre hellen Spitzen. Wie bei der Rotbraunen Elefantenspitzmaus ist der Schwanz einfarbig, abweichend von dieser aber weißlich und dicht behaart. Die Haare hier haben eine weißlich gefärbte Basis weißlich und bräunliche Spitzen. Sie werden zur Schwanzspitze hin länger und bilden dort einen kleinen Büschel aus, was bei der Rotbraunen Elefantenspitzmaus nicht auftritt. Der Kopf besitzt relativ große Ohren, die eine Länge von 23 bis 25 mm erreichen und graubraun getönt sind. Hinter den Ohren zeichnet sich jeweils ein dunkler Fleck ab. Die großen Augen werden von einem schmalen, weißlichen Augenring umrahmt, der aber an der Außenseite durch einen ebenfalls dunklen Fleck unterbrochen ist. Dieser zieht sich teilweise bis unter die Ohren. Der Nasenspiegel ist behaart, was innerhalb der Rüsselspringer sonst nur bei der Rotbraunen Elefantenspitzmaus bekannt ist. Die Vorder- und Hinterbeine enden in jeweils fünf, mit Krallen ausgestatteten Strahlen, wobei der Hinterfuß zwischen 34 und 39 mm lang wird.

### Schädel- und Gebissmerkmale
Die Länge des Schädels variiert von 36,4 bis 38,7 mm, an den Jochbögen ist er 18,6 bis 21,9 mm breit. Das Gebiss besteht aus 40 Zähnen und zeigt folgende Zahnformel: {\displaystyle {\frac {3.1.4.2}{3.1.4.2}}}. Die drei Schneidezähne der oberen Zahnreihe weisen jeweils die gleiche Größe auf, der Eckzahn ist den hinteren Backenzähnen sehr ähnlich (molariform). Die Länge der oberen Zahnreihe beträgt 17,3 bis 21 mm, durchschnittlich 19,2 mm.

## Verbreitung

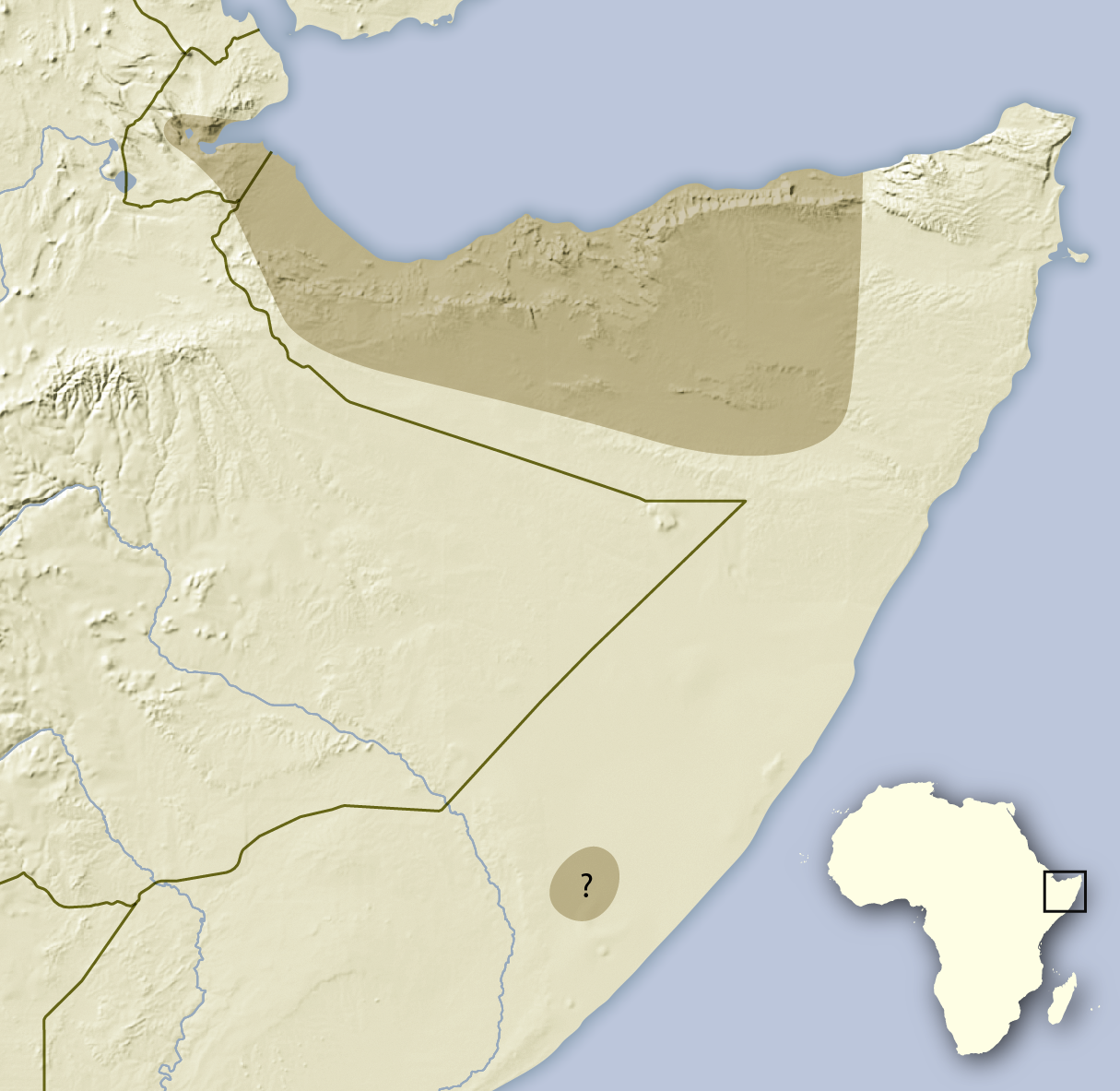
Verbreitungsgebiet der Somali-Elefantenspitzmaus

Die Somali-Elefantenspitzmaus hat ein nur kleines Verbreitungsgebiet im östlichen Afrika, das sich weitgehend auf die Nordküste von Somalia beschränkt, möglicherweise tritt sie auch entlang der Ostküste Somalias bis zu 470 km weit nach Süden auf. Nur im Gebiet um Garoowe kommt die Art weiter im Innenland vor. Im westlich von Somalia benachbarten Dschibuti wurde sie 2019 erstmals nachwiesen. Hier ist sie von rund einem halben Dutzend Lokalitäten bekannt, die sich vom Forêt du Day im Norden rund 100 km nach Süden bis Assamo verteilen. Nach Osten hin wird auch die Umgebung des Djalélo-Naturschutzgebietes erreicht. Assamo liegt nahe zur Grenze nach Äthiopien. Die Region zeigt keine natürlichen Barrieren, so dass die Somali-Elefantenspitzmaus wahrscheinlich auch in Äthiopien heimisch ist. Das gesamte bekannte Verbreitungsgebiet umspannt somit rund 106.000 km². Die Höhenverteilung der Somali-Elefantenspitzmaus reicht von Tiefländern bis in die Bergregionen um 1300 m, der höchste Nachweis liegt vom Goda-Massiv in Dschibuti mit 1489 m vor. Der Lebensraum besteht aus hauptsächlich offenen Landschaften der Somalia-Massai-Buschlandezone, wobei die Art steinigen bis felsigen Untergrund bevorzugt. Tiere in der Assamo-Region leben in trocken-wüstenartigen Landschaften mit Temperaturen von 21,1 bis 31,6 °C, rund 200 mm Jahresniederschlag und bestanden mit Kaperngewächsen. Im Forêt du Day hingegen herrscht halbwüstenartiges Klima, die Temperaturen schwanken um 16,4 bis 25,9 °C, der Jahresniederschlag liegt bei 430 mm. Der Pflanzenbewuchs besteht aus Akazien, Ölbäumen und Wacholder. Teilweise kommt die Somali-Elefantenspitzmaus sympatrisch zur Rotbraunen Elefantenspitzmaus vor, die aber sandigere Areale bewohnt. Möglicherweise ist die Art lokal eher selten.

## Lebensweise
Über die Lebensweise der Somali-Elefantenspitzmaus ist nichts bekannt. Nahezu alle Informationen zur Art stammen von lediglich 39 Museumsexemplaren, von denen die letzten Exemplare im Jahr 1973 im nordöstlichen Somalia aufgesammelt wurden. Die einzigen Beobachtungen von lebenden Tieren stammen momentan aus Dschibuti und erfolgten häufig in den frühen Morgenstunden. Sie nutzen Blöcke und Felsgerölle als Unterschlupfmöglichkeit, bei Bedrängung geben sie ein rhythmisches Fußtrommeln von sich. Letzteres ist eine als Podophonie bezeichnete Kommunikationsform, die auch bei zahlreichen anderen Rüsselspringern beobachtet wurde. In einzelnen Fällen traten die Tiere paarweise mit möglicherweise männlichen und weiblichen Individuen auf. Unter den mehr als einem Dutzend gefangenen Tieren befand sich ein trächtiges Weibchen mit einem einzelnen, rund 11 g schweren Fötus in einem Gebärmutterhorn.

## Systematik
Die Somali-Elefantenspitzmaus ist eine eigenständige Art aus der Gattung Galegeeska, die aus insgesamt zwei Mitgliedern besteht. Diese zählt wiederum zur Ordnung der Rüsselspringer (Macroscelidea). Alle Vertreter der Ordnung kommen endemisch in Afrika vor und stellen zumeist kleinere Tiere dar. Sie können heute auf zwei Familien aufgeteilt werden. Eine davon bilden die Rhynchocyonidae, die nur aus den Rüsselhündchen (Rhynchocyon) bestehen und dadurch monotypisch sind. Sie umfassen die größten Angehörigen der Rüsselspringer, die überwiegend dicht bewaldete Habitate bewohnen. Die zweite Familie, die Macroscelididae, wiederum setzt sich aus den Elefantenspitzmäusen (Elephantulus) sowie den Gattungen Gattung Petrodromus, Petrosaltator, Galegeeska und Macroscelides zusammen. Die Angehörigen dieser Gruppe sind an zumeist trockenere und offenere Landschaften angepasst. Dadurch treten sie sowohl in Savannen als auch in wüstenartigen Regionen auf. Molekulargenetische Analysen zeigten auf, dass sich die Trennung der beiden Familien bereits im Unteren Oligozän vor etwa 32,8 Millionen Jahren vollzog. Eine stärkere Diversifizierung der Macroscelididae erfolgte mit Beginn des Oberen Oligozän vor rund 28,5 Millionen Jahren. Gemeinsam mit Petrodromus, Petrosaltator und Macroscelides formt Galegeeska die Unterfamilie der Macroscelidinae, während Elephantulus in der Unterfamilie der Elephantulinae steht.
Ursprünglich wurde die Somali-Elefantenspitzmaus zu den Elefantenspitzmäusen gezählt. Hier ließen die molekulargenetischen Untersuchungen aus dem Jahr 2011 erkennen, dass die Gattung eine enge Verwandtschaftsgruppe einiger überwiegend süd- und ostafrikanisch verbreiteter Arten darstellt, allerdings durch die tiefe Einbettung von Petrosaltator, Petrodromus und Macroscelides auch paraphyletisch ist. Die genaue Stellung der Somali-Elefantenspitzmaus galt lange Zeit als unsicher. Teils wurde eine nähere Beziehung zur Rotbraunen Elefantenspitzmaus (Galegeeska rufescens) angedacht, die wie die Somali-Elefantenspitzmaus anfänglich innerhalb der Elefantenspitzmäuse stand. Diese ergab sich aufgrund ähnlicher morphologischer Merkmale, die etwa durch den behaarten Nasenspiegel, die vergleichbare Gesichtszeichnung und den nur einfarbigen Schwanz angezeigt wurden. Allerdings konnte diese engere Bindung nicht durch die Ergebnisse der genetischen Analysen des Jahres 2011 bestätigt werden. Schädelanatomische Untersuchungen legten sowohl eine Beziehung zur Östlichen Klippen- (Elephantulus myurus) wie zur Rotbraunen Elefantenspitzmaus nahe.
Neuere genetische Studien aus dem Jahr 2020 ergaben eine engere Bindung an die Rüsselratte und die Nordafrikanische Elefantenspitzmaus sowie an die Gattung Macroscelides. Die Trennung dieser Verwandtschaftsgruppe von den Elefantenspitzmäusen setzte bereits vor rund 25,5 Millionen Jahren, also im ausgehenden Oberen Oligozän, ein. Die sehr frühe Abspaltung und die nicht mehr unmittelbar bestehende Verwandtschaft mit den Elefantenspitzmäusen veranlassten Steven Heritage und Houssein Rayaleh im Jahr 2020, für die Somali-Elefantenspitzmaus den neuen Gattungsnamen Galegeeska einzuführen. Im Jahr 2021 bestätigten dann weitere genetische Analysen, dass die Rotbraune Elefantenspitzmaus den nächsten Verwandten der Somali-Elefantenspitzmaus bildet. Die Art wurde daher ebenfalls in die Gattung Galegeeska verschoben. Beide Arten trennten sich im Unteren Pleistozän vor etwa 1,7 Millionen Jahren voneinander.
Unterarten der Somali-Elefantenspitzmaus sind nicht bekannt. Allerdings zeigen Individuen aus dem südlichen Verbreitungsgebiet um Gabadir in Somalia eine fahlere Rückenfärbung als weiter nördlich auftretende, was durch Haare mit helleren Basen und weniger Haare mit schwarzen Spitzen verursacht wird. Ähnliches wird aus Dschibuti berichtet, wo Tiere um Assamo stärker rötlichbraun gefärbt sind. Ein Teil dieser Variationen geht auf klinale Anpassung an den Untergrund zurück. Für die Art liegen bisher keine Fossilfunde vor.
Die wissenschaftliche Erstbeschreibung der Art erfolgte im Jahr 1881 durch den französischen Zoologen Joseph Huet. Er nutzte dabei den wissenschaftlichen Namen Macroscelides revoilii. Als Grundlage stand ihm ein 16 cm langes Individuum zur Verfügung, das der französische Afrikaforscher Georges Révoil bei Medjourtine im damaligen Somaliland (nordöstliches Somalia) aufgesammelt hatte. Das Gebiet gilt auch als Typusregion. Der Artname revoili wurde von Huet zur Ehrung des Forschungsreisenden gewählt. Bis zur Wiederentdeckung im Jahr 2019 beruhten nahezu alle Informationen über die Somali-Elefantenspitzmaus auf einer Revision der Rüsselspringer aus dem Jahr 1968, die von Gordon Barclay Corbet und John Hanks erstellt worden war. Hierbei analysierten die beiden Autoren 15 Museumsexemplare der Art. Einzelne, in der Folgezeit durchgeführte Expeditionen in die Region konnten keinen Nachweis der Tiere erbringen. Allerdings vermerkte ein Bericht aus dem Jahr 1974 das Vorkommen der Somali-Elefantenspitzmaus in Dschibuti, ohne jedoch Angaben über exakte Fundgebiete abzuliefern. Recherchen am Zoologischen Museum der Universität Florenz führten des Weiteren zur Identifizierung von rund einem Dutzend Individuen der Art.

## Bedrohung und Schutz
Über die Somali-Elefantenspitzmaus ist so gut wie nichts bekannt. Das betrifft sowohl die genauen Verbreitungsgrenzen als auch das bevorzugte Habitat. Für letzteres wird ein ähnlicher Landschaftsraum wie bei der Rotbraunen Elefantenspitzmaus angenommen, möglicherweise aber unter trockenerem Klimaeinfluss. Aufgrund der mangelnden Informationen wird die Art von der IUCN unter „ungenügende Datengrundlage“ (data deficient) geführt. Aufgrund der Seltenheit der Somali-Elefantenspitzmaus wies sie die Global Wildlife Conservation zu einer der 25 wichtigsten Taxa in ihrer Initiative zur Suche nach verschollenen Arten aus.